# Minibidion punctipenne
Minibidion punctipenne är en skalbaggsart som beskrevs av Martins 1968. Minibidion punctipenne ingår i släktet Minibidion och familjen långhorningar. Inga underarter finns listade i Catalogue of Life.